# سختانه (برنامه تلویزیونی)
سختانه یک برنامه تلویزیونی گفتگو محور با چهره‌های مطرح سیاسی، اجتماعی و فرهنگی ایرانی بود که با سردبیری و اجرای میلاد دخانچی سال ۱۳۹۶ از شبکه سه پخش می‌شد. 

## میهمانان
| قسمت | میهمان           | عنوان میهمان                                     | تاریخ پخش     |
| ---- | ---------------- | ------------------------------------------------ | ------------- |
| ۱    | محمد قوچانی      | نویسنده و روزنامه‌نگار اصلاح‌طلب                   | ۹ آذر ۱۳۹۶    |
| ۲    | شهریار زرشناس    | پژوهشگر و از منتقدان نواندیشی دینی               | ۲۳ آذر ۱۳۹۶   |
| ۳    | حسین دهباشی      | پژوهشگر تاریخ و مستندساز                         | ۱ دی ۱۳۹۶     |
| ۴    | ابراهیم فیاض     | جامعه‌شناس و استاد دانشگاه                        | ۷ دی ۱۳۹۶     |
| ۵    | پیام فضلی‌نژاد    | نویسنده و روزنامه‌نگار                            | ۵ بهمن ۱۳۹۶   |
| ۶    | محمدمهدی عسگرپور | کارگردان و مدیرعامل سابق خانه سینما              | ۱۲ بهمن ۱۳۹۶  |
| ۷    | مهدی نصیری       | نویسنده و روزنامه‌نگار                            | ۲۶ بهمن ۱۳۹۶  |
| ۸    | بهروز افخمی      | نویسنده و کارگردان                               | ۱۸ اسفند ۱۳۹۶ |
| ۹    | حسین الله‌کرم     | استاد دانشگاه و رئیس شورای هماهنگی انصار حزب‌الله | ۲۵ اسفند ۱۳۹۶ |

## تولید

### الگوگیری از برنامه هاردتاک
به گفته سازندگان، ایده اولیه این برنامه از برنامه تلویزیونی هاردتاک گرفته شده‌است. این برنامه یکی از مشهوریترین برنامه‌های بی‌بی‌سی است که بعنوان یک برنامه صریح و با نحوهٔ سؤال کردن بحث‌برانگیز شناخته می‌شود.